# Вей Шоу
Вей Шоу (кит.: 魏収, Wèi Shōu; 506 — 572) — китайський чиновник, вчений, історик з династії Північна Ці. 
Походив з території сучасного міста Шінтай в провінції Хебей. Син  військовика Вей Цзіцзяна. Служив при дворі вейського імператора Юана Гуна та ціських імператорів. Головний упорядник «Книги Вей», офіційної історії династії Північна Вей.